# Архангельське (Архангельський район)
Арха́нгельське (рос. Архангельское, башк. Архангел) — село, центр Архангельського району Башкортостану, Росія. Адміністративний центр Архангельської сільської ради.
Населення — 5819 осіб (2010; 5641 в 2002).
Національний склад:
- росіяни — 65 %